# Chambre des représentants (Liberia)
Pour les autres articles nationaux ou selon les autres juridictions, voir Chambre des représentants.
55e législature
Capitole du Liberia
La Chambre des représentants (en anglais : House of Representatives) est la chambre basse de la législature bicamérale du Liberia. Les dernières élections législatives ont eu lieu le 10 octobre 2023.

## Système électoral
La Chambre des représentants est composé de 73 députés élus pour six ans au scrutin uninominal majoritaire à un tour dans autant de circonscriptions. Ce mode de scrutin est utilisé pour les deux chambres de la législature.

## Éligibilité d’un candidat
Tout citoyen Libérien d’au moins 25 ans est éligible pour devenir membre de la chambre des représentants du Liberia.

## Comtés
Les 73 sièges de la chambre basse sont distribués aux 15 comtés libériens (cette division est basée sur le nombre de votants dans chaque comté). Chaque comté est garanti d'avoir au moins 2 sièges à la chambre des représentants.
Voici la distribution des sièges par comté :
| - Bomi - 3 - Bong - 7 - Gbarpolu - 3 - Grand Bassa - 5 - Grand Cape Mount - 3 | - Grand Gedeh - 3 - Grand Kru - 2 - Lofa - 5 - Margibi - 5 - Maryland - 3 | - Montserrado - 17 - Nimba - 9 - River Cess - 2 - River Gee - 3 - Sinoe - 3 |

## Féminisation
En 1959, Ellen Mills Scarborough est la première femme élue à la Chambre des représentants.